# AQ Group
株式会社AQ Groupは、埼玉県を発祥とし、埼玉県さいたま市に本社を置く日本の企業。木造注文住宅事業や周辺事業から、近年は中規模木造建築事業も手がける。旧商号は株式会社アキュラホームであり、商号変更後も完全自由設計の注文住宅ブランド名として使用している。

## 沿革
- 1978年10月 - 埼玉県にて創業
- 1994年6月 - 住宅建設合理化システム「アキュラシステム」を全国へ供給開始
- 1995年8月 - 建設省(当時)住宅建設コスト低減提案募集に入選(建設大臣表彰)
- 1997年4月 - 木造住宅合理化システム認定取得(2F・3F)
- 1998年4月 - 新世代木造住宅供給システム認定取得
- 2002年8月 - アキュラシステム導入企業2000社突破
- 2003年5月 - 社団法人日本木造住宅産業協会「住宅性能保証制度普及促進功労賞」受賞
- 2005年
  - 1月 - 東京都による戸建住宅価格3割引下げ「実証実験」の事業予定者に選ばれる
  - 3月 - 関東大震災・新潟中越地震(川口波・小千谷波)の地震波実物大振動実験を実施
  - 10月 - 平成17年度情報化促進貢献企業等表彰「経済産業大臣表彰」受賞
  - 11月 - 実大耐震実証実験を実施
- 2006年
  - 11月 - 2006年度IT経営百選最優秀企業に認定
  - 12月 - 耐力壁の強度を競う「木造耐力壁ジャパンカップ」トーナメント優勝
- 2007年
  - 2月 - 東京都住宅価格3割引下げ実証実験「むさしのiタウン」街開き
  - 4月 - ジャーブネットが累計販売棟数5万棟達成
  - 5月 - 本社を東京都新宿区 新宿住友ビルに移転
- 2009年
  - 3月 - アキュラホーム30周年記念特別企画【一戸建応援プロジェクト】「新すまい５５」発売
  - 5月 - 長期優良住宅先導的モデル事業に採択
  - 11月 - 国交省が実施する「住宅・建築物省CO2推進モデル事業」に採択
- 2010年
  - 4月 - 社会貢献活動『木望の未来プロジェクト』始動
  - 6月 - 国交省が実施する平成22年度第1回「長期優良住宅先導事業」に採択
- 2014年
  - 4月 - ジャーブネットが累計棟数11万棟達成（2013年度実績）
  - 7月 - 「アキュラホーム住生活研究所」設立
- 2015年4月 - 新ブランド「AQレジデンス」瀬田展示場オープン（2015年度グッドデザイン賞受賞）
- 2016年
  - 4月 - ジャーブネットが累計棟数12万棟達成（2015年度実績）
  - 4月 - 第1回ホワイト企業アワードで「CSR部門賞」「女性活躍部門賞」をダブル受賞
  - 7月 - 埼玉県熊谷市に普及型中規模木造ビル（埼玉北支店）竣工（2016年度グッドデザイン賞受賞）
  - 9月 - さいたま市による先進的モデルタウン「浦和美園E-フォレスト」の街づくりに参画
- 2017年10月 - 普及型中規模木造ビル（つくば支店）竣工（2018年度グッドデザイン賞受賞）
- 2018年
  - 3月 - 実物大振動台実験を実施。地震波10波連続加振で損傷なし
  - 4月 - 40周年事業展示場 神戸展示場、港北展示場（横浜市・2018年度グッドデザイン賞受賞）AQレジデンス馬込展示場オープン
  - 6月 - 全51戸の街「ヒルサイドテラス若葉台」（東京都稲城市）公開（センターハウスが2018年度グッドデザイン賞受賞）
  - 10月 - 創業40周年
- 2019年
  - 8月 - 日本一を目指すホームビルダー集団 新組織ＳＡＢＭ（スマートアライアンスビルダーメンバー）本格始動
  - 9月 - 日本初、災害時に支援施設となるモラージュ菖蒲展示場が埼玉県久喜市にオープン（2020年度グッドデザイン賞受賞）
- 2020年4月 - 日本初 過去最大級の暴風実物実験を公開
- 2021年
  - 6月 - グループ会社、取引企業、その家族まで1万人規模のコロナウイルスワクチン「職域接種」を実施
  - 9月 - 4回目の実物大倒壊実験実施 -
  - 10月 - 日本初 純木造8階建てビルを普及型として発表
  - 11月 - 株式会社アキュラホームベトナム設立
- 2022年
  - 3月 - 社員家族、取引業者などからの支援を取りまとめウクライナ募金実施
  - 4月 - 世界初、米国10階建て木造ビル振動実験に参画発表
  - 9月 - 純木造8階建てビル着工（埼玉県さいたま市）
- 2023年
  - 3月 - 現商号に変更。
  - 9月 - ジャニー喜多川性加害問題によるCM撤退ドミノが起きている中、嵐メンバーの相葉雅紀を起用したCMが放映開始[1]

## 不祥事
2012年6月5日、国土交通省はアキュラホームが施工した名古屋市内の木造住宅（準耐火建築物）において、大臣認定等の仕様と異なる仕様で施工され建築基準法違反であることが判明し、同様の疑いのある383件についても調査を行っていることを発表した。名古屋市で住宅を新築した顧客から同社に指摘があり違反が発覚した。この住宅では内部の間仕切り壁や床下の天井、軒裏などで計6項目の不適切な施工が見つかり、仕様通りのねじを壁に使っていなかったり、石膏ボードを天井裏まで施工していない部分があった。

## テレビ番組
- 日経スペシャル ガイアの夜明け 神話崩壊！家はどうなる ～地価が下がっても家の価値は上がる～（2002年6月23日、テレビ東京）[4]。
- 日経スペシャル カンブリア宮殿 安さと満足は両立する！日本の住宅に新たな価値を生み出せ！（2012年4月5日、テレビ東京）- 出演：アキュラホーム 社長 宮沢俊哉[5]。

## 書籍

### 関連書籍
- 『家づくりはまかせなさい アキュラホームのローコスト木造住宅革命』（著者:宮沢俊哉）（1997年2月10日、ビジネス社）ISBN 9784828407197
- 『新世代ハウス 理想のハウジングシステム』（著者:宮沢俊哉）（1999年5月15日、平原社）ISBN 9784938391232
- 『「差別化」から「独自化」へ 住宅新時代への指針 アキュラホームがめざす「理想の家づくり」とはなにか』（著者:桐山秀樹）（2002年2月11日、IN通信社）ISBN 9784872182118
- 『家づくりの「目利き」になる』（著者:宮沢俊哉）（2002年6月27日、ダイヤモンド社）ISBN 9784478670392
- 『安くて納得のいく家を建てたい』（著者:宮沢俊哉）（2005年2月10日、ダイヤモンド社）ISBN 9784478680278
- 『住まいづくり、第三の選択 迷ったら、読んでください！』（著者:宮沢俊哉）（2006年6月2日、現代書林）ISBN 9784774507613
- 『社長が入社式で鉋をかける理由 アキュラホーム・宮沢俊哉の「ニッポン住宅維新」』（著者:桐山秀樹）（2008年5月30日、講談社）ISBN 9784062145770
- 『無理なく無駄なくいい家を建てる 品質も価格も満足できる家づくり』（著者:宮沢俊哉）（2010年12月27日、日経BPコンサルティング）ISBN 9784901823500
- 『安くていい家のつくりかた』（著者:宮沢俊哉）（2013年4月1日、出版共同流通）ISBN 9784905156437
- 『変わる暮らしと住まいのかたち これからの豊かさをどう創るか』（著者:アキュラホーム住生活研究所）（2019年3月1日、創樹社/ランドハウスビレッジ）ISBN 9784883511204